# Abbaye de Benet Lake
L'abbaye Saint-Benoît de Benet Lake est une abbaye bénédictine fondée en 1945. Elle se trouve aux États-Unis dans le Wisconsin à Benet Lake et comprend vingt moines.

## Histoire
Ce monastère a été fondé par le P. Richard Felix, osb, de l'abbaye de Conception, le 21 mars 1945 et fait partie de la congrégation helvéto-américaine au sein de la confédération bénédictine.
Située dans un grand domaine, au bord du lac, l'abbaye dispose d'un grand centre de retraite et de conférences. L'abbaye est dirigée par le P. Edmund Boyce, osb.